# Rivetina
Rivetina — рід богомолів родини Rivetinidae. Великі богомоли, крила самиць укорочені, самці гарно літають. Мешкають у сухих та пустельних ландшафтах. Відомо більше 30 видів, що населяють країни Середземномор'я, Близького Сходу, Центральної Азії. 2 види зустрічаються в Південній Європі.

## Опис
Великі богомоли, довжина тіла до 7-8 см. Голова приблизно однакова завдовжки та завширшки. Передньогруди явно довші за передні тазики, з глибоким овальним надтазиковим вгинанням, по краю зазвичай з зубцями. Передні стегна міцні, з 4 внутрішніми та 4 зовнішніми шипами. Передні гомілки з 7-8 зовнішніми шипами. Довжина крил у самців удвічі більша за довжину передньогрудей, кінці крил ледве вкривають черевце. Крила самиць укорочені, не довше за передньоспинку. Передні крила напівпрозорі, з темним анальним полем. Задні крила з чорно-білою плямою в дискоїдальному полі, їхнє анальне поле більш-менш бурувате.
Субгенітальна платівка самиць з 2 шипами, пристосована для копання ґрунту при відкладці яєць.
Схожі на богомолів роду Bolivaria Stal, 1877, відрізняються більшими фасетковими очима.

## Таксономія
Типовим видом є Rivetina baetica. Цей вид був досить неакуратно описаний Карлом Петером Турнбергом у 1815 році під назвою Mantis fasciata, а потім незалежно від нього Жулем Рамбюром у 1839 році як Mantis baetica, причому опис Рамбюром богомолів обох статей був дуже якісним. Обидві назви використовувалися паралельно, допоки Ерманно Джильйо-Тос у 1916 році не впізнав у M. fasciata богомола M. baetica. Вільям Форселл Кірбі у 1904 році створив для M. fasciata рід Omomantis. Карл Брюннер фон Ваттенвіл створив для  M. baetica рід Fischeria. Проте пізніше виявилося, що назву Fischeria ще 1830 року було надано роду мух-тахін. 
Через це Шопар і Берлан виділили для Mantis baetica рід Rivetina. Натомість  Джильйо-Тос у 1916 році почав писати статтю, де створив новий рід Eufischeriella для виду Eufischeriella fasciata. 11 травня 1922 року він надіслав статтю до редакції, але до своєї смерті 1926 року продовжував редагувати статтю, додаючи до неї нові описи, тому вона вийшла лише 1927 року, а Eufischeriella було визнано молодшим синонімом Rivetina. Щодо типового виду подальші дослідники, зокрема Борис Уваров, відмічали, що опис авторства Турнберга настільки неякісний, що жодного богомола за ним не можна точно визначити. Тому було вирішено, що назвою типового виду буде Rivetina baetica, а автором первинного опису — Рамбюр.

## Ареал та різноманіття
Відомо більше 30 видів, що населяють Північну Африку, Південну Європу, Близький Схід, Центральну Азію.
- R. asiatica  Mistshenko, 1967
- R. baetica Rambur, 1839
  - R. baetica baetica Rambur, 1839
  - R. baetica tenuidentata La Greca & Lombardo, 1982
- R. balcanica Kaltenbach, 1963
- R. beybienkoi Lindt, 1961
  - R. beybienkoi baldzhunaica Lindt, 1960
  - R. beybienkoi beybienkoi Lindt, 1961
  - R. beybienkoi meridionale Lindt, 1980
- R. buettikeri Kaltenbach, 1982
- R. byblica La Greca & Lombardo, 1982
- R. caucasica Saussure, 1871
  - R. caucasica caucasica Saussure, 1871
  - R. caucasica turcica Ramme, 1950
- R. compacta  Lindt, 1980
- R. crassa  Mistshenko, 1949
- R. dentata Mistshenko, 1967
- R. deserta Mistshenko, 1967
- R. dolichoptera Schulthess, 1894
- R. elegans Mistshemko, 1967
- R. excellens   La Greca & Lombardo, 1982
- R. feisabadica  Lindt, 1961
- R. gigantea  Kaltenbach, 1991
- R. gigas  Saussure, 1871
- R. grandis  Saussure, 1872
- R. inermis  Uvarov, 1922
- R. iranica  La Greca & Lombardo, 1982
- R. karadumi  Lindt, 1961
- R. karateginica  Lindt, 1961
- R. laticollis  La Greca & Lombardo, 1982
- R. monticola  Mistshenko, 1956
- R. nana  Mistshenko, 1967
- R. pallida   Kaltenbach, 1984
- R. parva  Lindt, 1980
- R. pulisangini Lindt, 1968
- R. rhombicollis  La Greca & Lombardo, 1982
- R. similis  Lindt, 1980
- R. syriaca  Saussure, 1869
  - R. syriaca anatolica La Greca & Lombardo, 1982
  - R. syriaca mesopotamica La Greca & Lombardo, 1982
  - R. syriaca syriaca Saussure, 1869
- R. tarda Lindt, 1980
- R. varsobica Lindt, 1968